# Alexei Kozlov
Alexei Kozlov (în rusă Алексей Семёнович Козлов, transliterat: Aleksei Semionovici Kozlov: n. 13 octombrie 1935, Moscova, RSFS Rusă, URSS) este un muzician remarcabil rus și sovietic, saxofonist, cel mai ilustru reprezentant al curentului jazz fusion în Rusia, in anii sovietici, Artist emerit din Federația Rusă din anul 1988 și Artist al poporului din Rusia din anul 2003.
Alexei Kozlov a înființat formația „Arsenal⁠(d)”, care a fost cea mai profesionista formație de jazz fusion in anii sovietici din Rusia, dar care a activat în condiții de semiobscuritate, cenzură și obstrucționări din partea autorităților, care au fost înlăturate in anii de "Perestroika".
Kozlov este autor de cărți despre sorțile muzicii jazz și jazz-rock atât în Rusia și URSS, cât și pe meridianele lumii.

## Cărți publicate
- Козел на саксe, Moscova, 1998
- Рок глазами джазмена, Moscova, 2008
- Как повысить самооценку, Moscova, 2009
- Джазист, Moscova, 2011

## Despre
- The new Grove Dictionary of Jazz, New York